# Hrádek nad Nisou
Pour les articles homonymes, voir Hrádek.
Hrádek nad Nisou (en allemand : Grottau) est une ville du district et de la région de Liberec, en Tchéquie. Sa population s'élevait à 8 001 habitants en 2025.

## Géographie
Hrádek nad Nisou est arrosée par la Neisse et se trouve près des frontières allemande et polonaise, à 7 km au sud-est de Zittau (Allemagne), à 18 km au nord-ouest de Liberec et à 92 km au nord-nord-est de Prague.

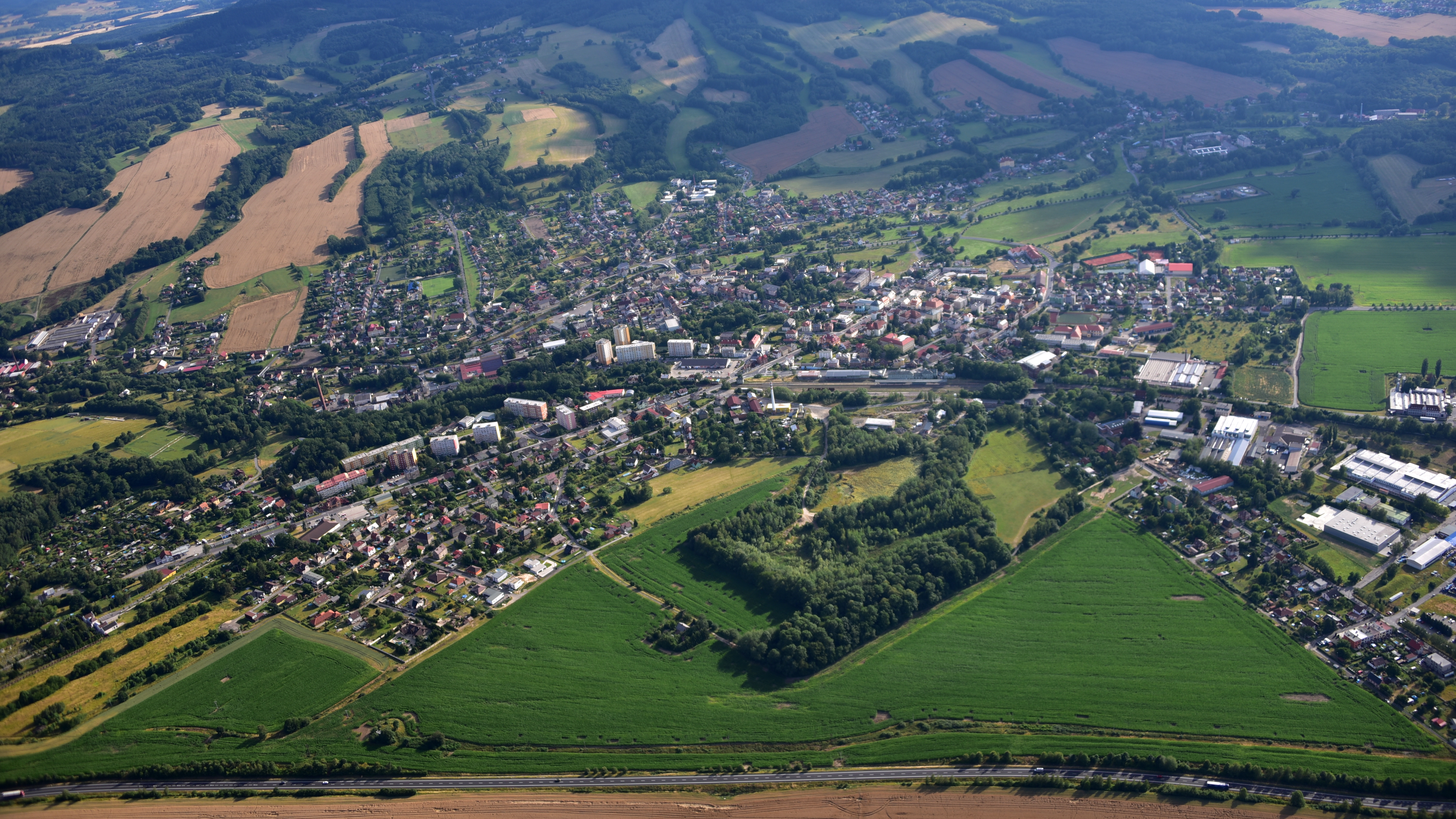
Hrádek nad Nisou : vue aérienne.

La commune est limitée par la Pologne au nord, par Chrastava, Bílý Kostel nad Nisou et Chotyně à l'est, par Rynoltice au sud et par Jablonné v Podještědí et l'Allemagne à l'ouest. C'est sur son territoire que se situe le Bod Trojzemí, tripoint Bod, point où se trouve la frontière entre la Tchéquie, la Pologne et l'Allemagne.

## Histoire
L'origine de la ville est un premier village créé au Xe siècle dans la vallée de la Neisse — Neisse de Lusace, en tchèque : Lužická Nisa — et appelé Gród (en tchèque : hrad).

## Administration
La commune se compose de neuf sections :
- Hrádek nad Nisou
- Dolní Sedlo
- Dolní Suchá
- Donín Horní
- Sedlo
- Loučná
- Oldřichov na Hranicích
- Uhelná
- Václavice

## Galerie

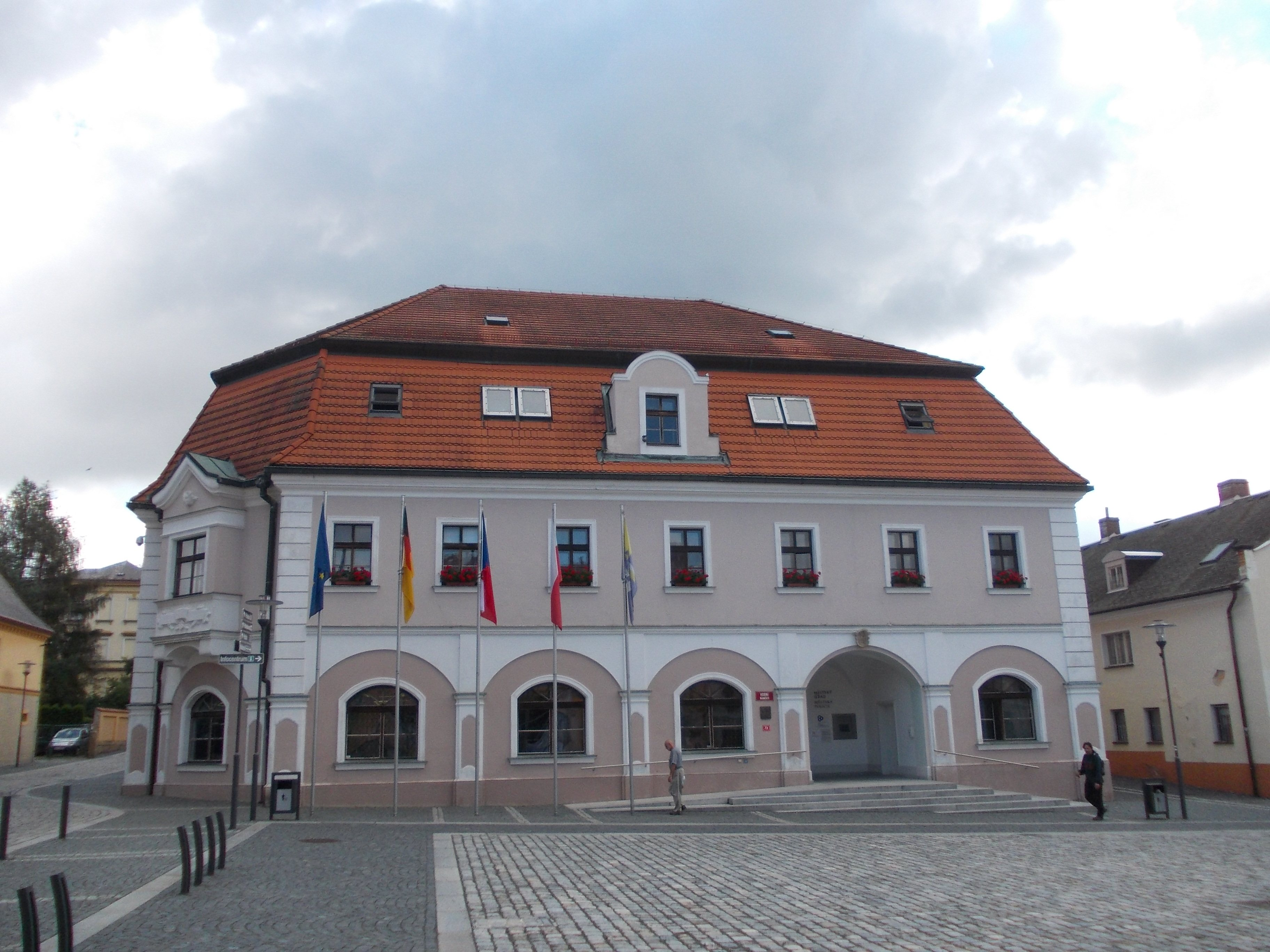
Hôtel de ville.
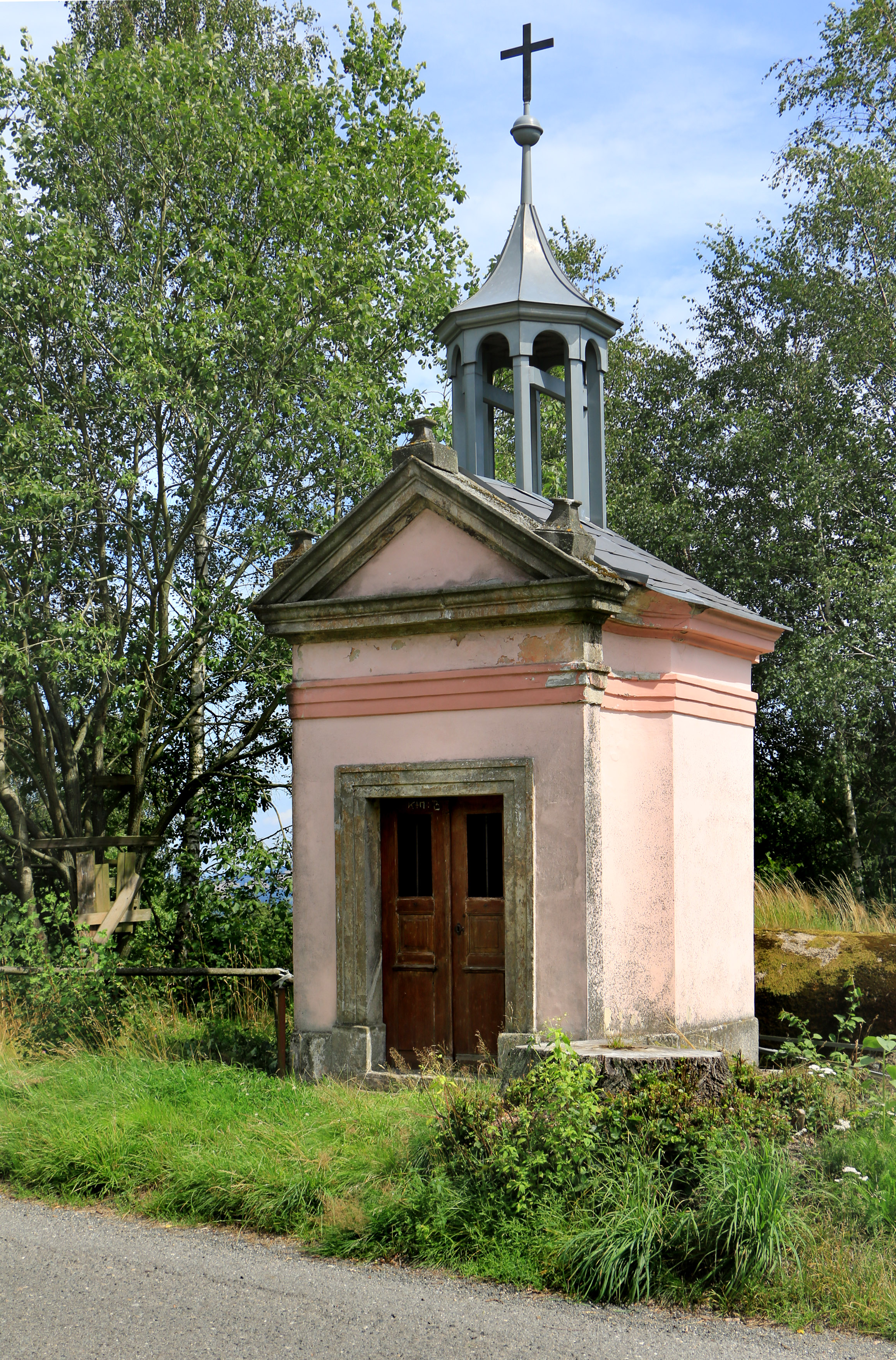
Chapelle de la Sainte-Trinité.
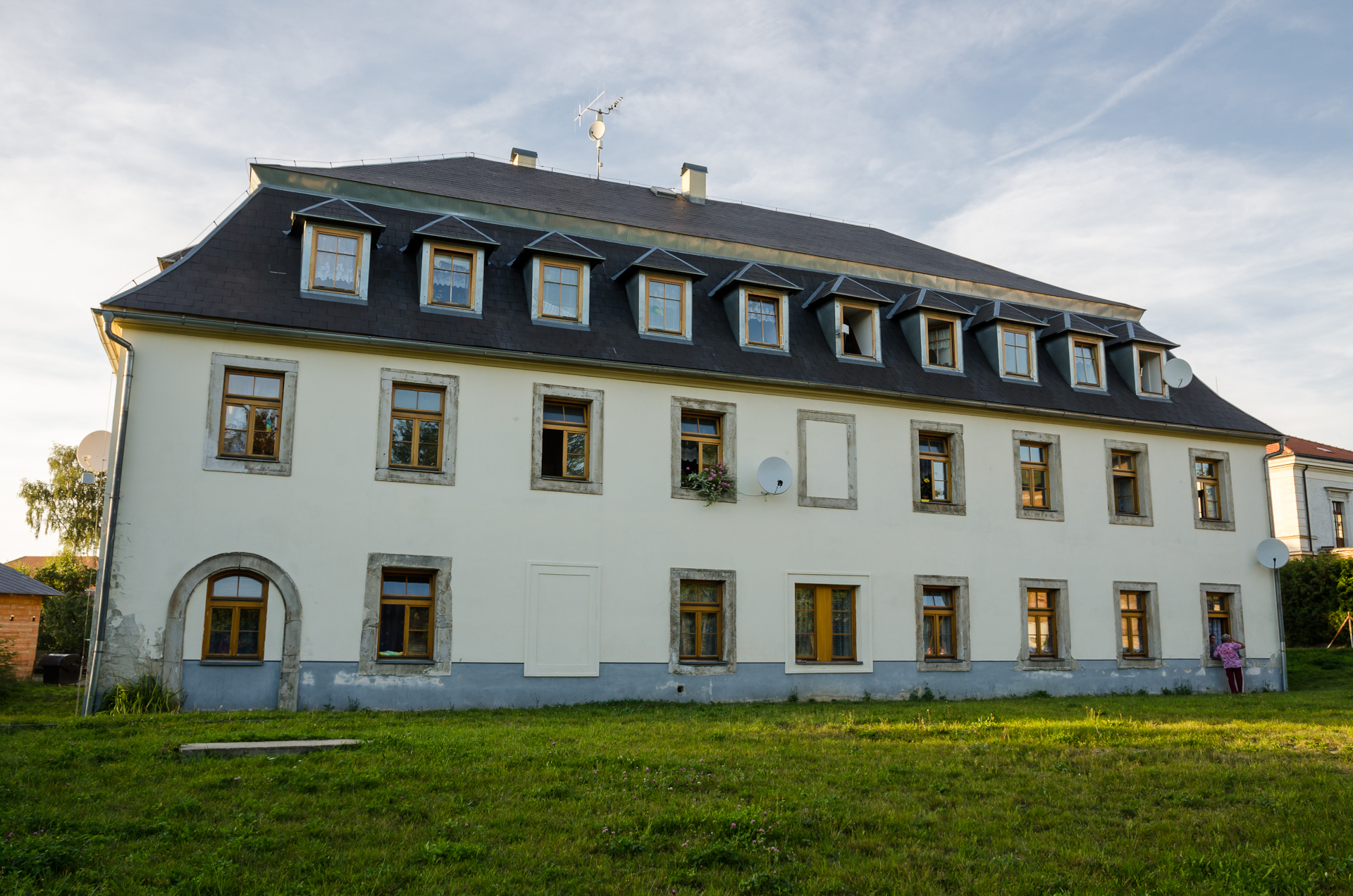
Ancienne usine textile réaménagée.

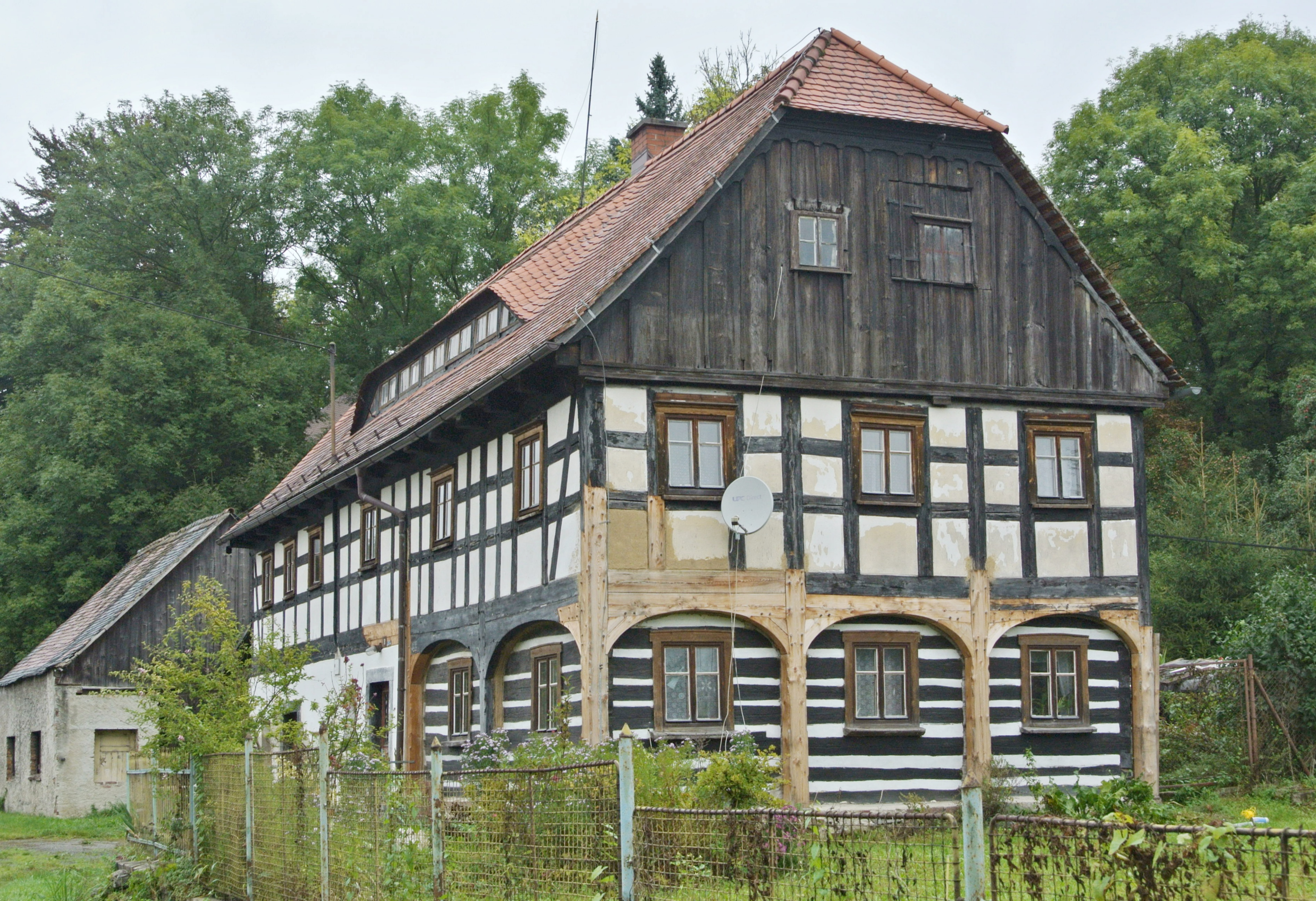
Architecture traditionnelle.
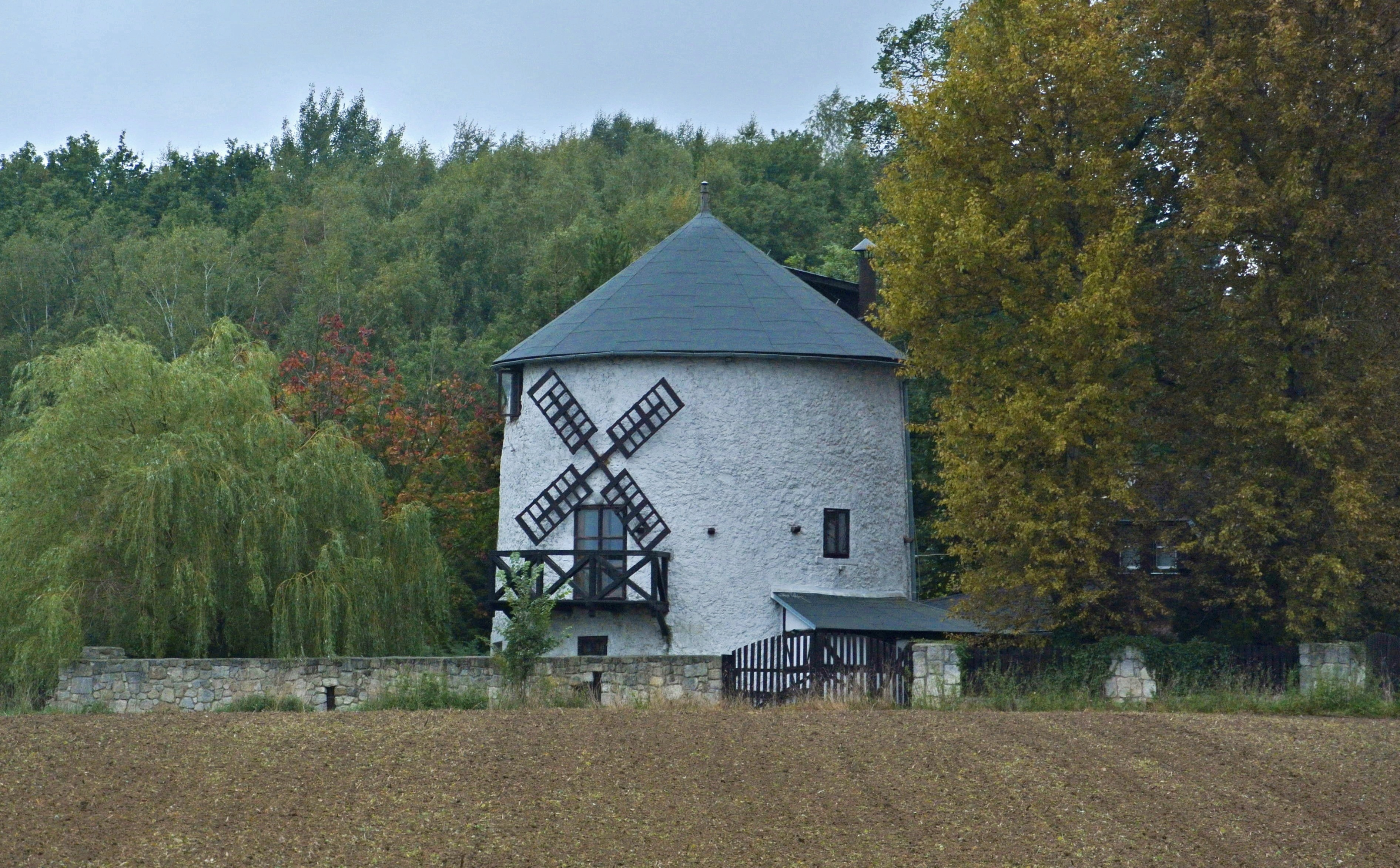
Moulin à Větrný.

## Transports
Par la route, Hrádek nad Nisou se trouve à 6 km de Zittau (Allemagne), à 21 km de Liberec et à 130 km de Prague.

## Source
- (en) Cet article est partiellement ou en totalité issu de l’article de Wikipédia en anglais intitulé « Hrádek nad Nisou » (voir la liste des auteurs).